# Libellula saturata
Libellula saturata là loài chuồn chuồn trong họ Libellulidae. Loài này được Uhler mô tả khoa học đầu tiên năm 1857.

## Hình ảnh

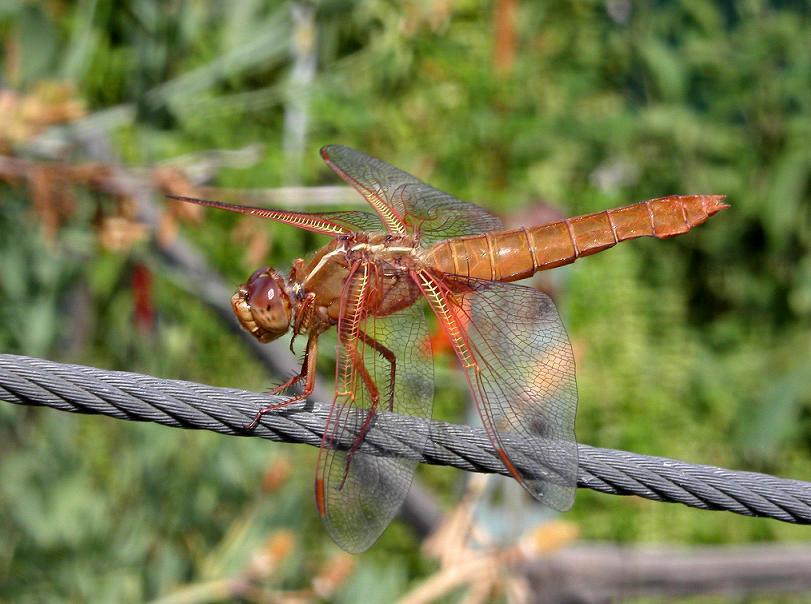
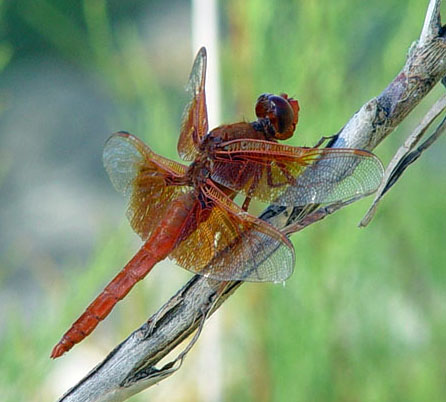
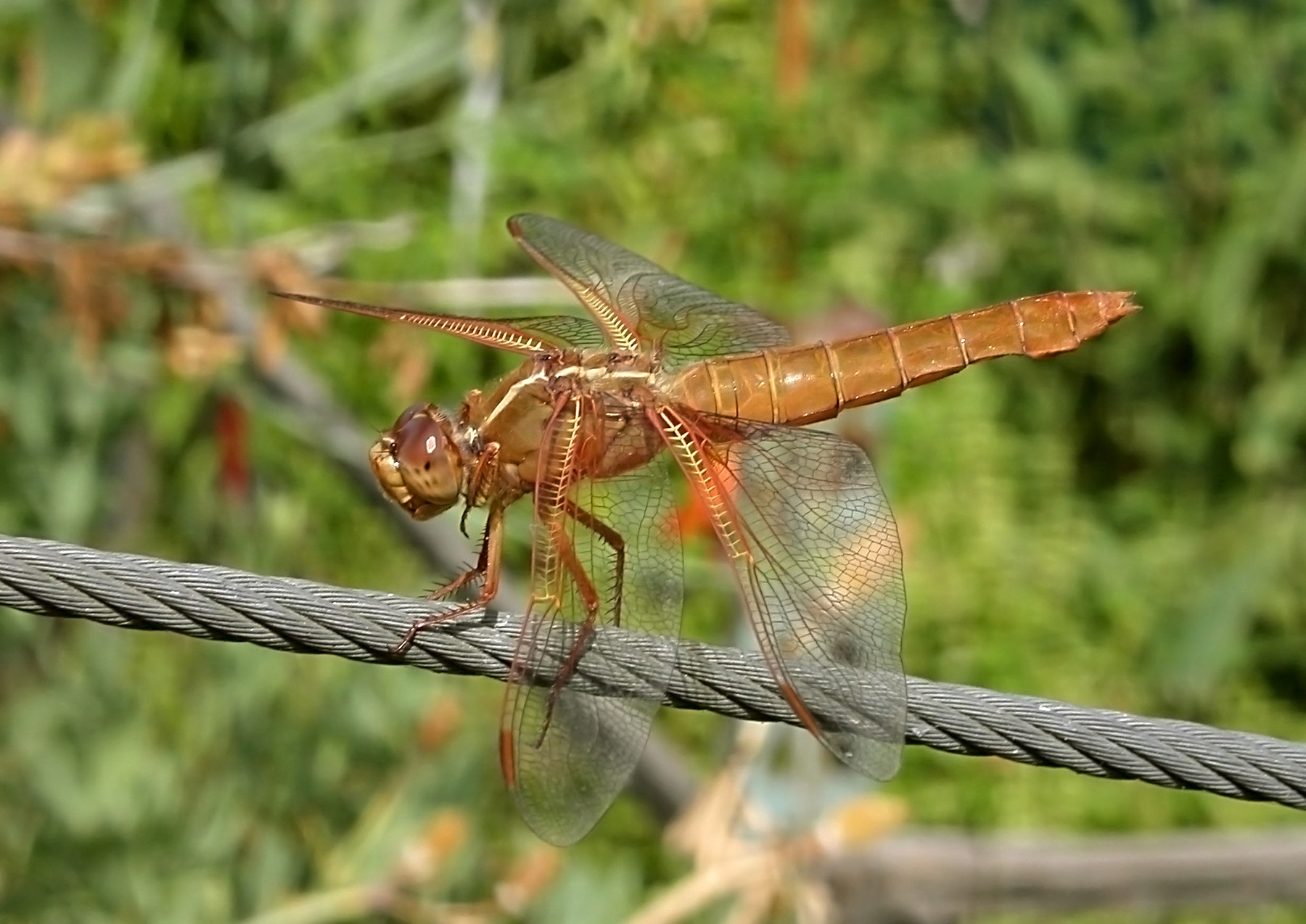
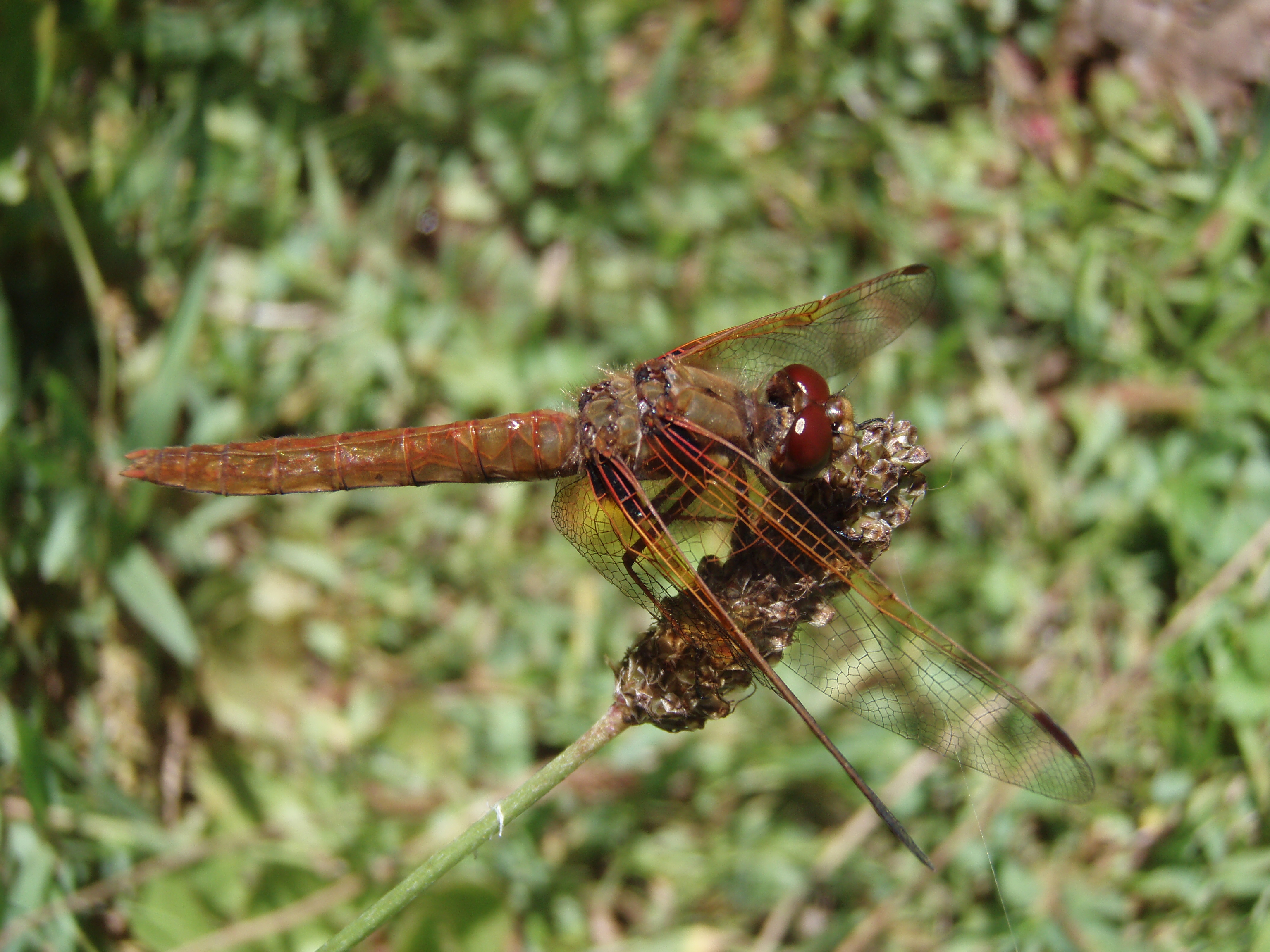